# 29 février dans les chemins de fer
29 janvier 29 mars
Chronologies thématiques
- Croisades
- Sports
- Disney

Cette page concerne les événements qui se sont déroulés un 29 février dans les chemins de fer.

## Événements

### XIXesiècle
- 1878 France : la gare des Invalides construite pour Exposition universelle de Paris 1878, abandonnée après la fin de l'exposition, est définitivement fermée au trafic ferroviaire.

### XXesiècle
- 1908. France : Concession de la ligne de Lunéville à Blâmont et à Badonviller à la compagnie des chemins de fer départementaux de l'Aube et déclaration d'utilité publique.